# إدي غلاس
إدي غلاس (بالإنجليزية: Eddie Glass)‏ هو مغني ومغن مؤلف وعازف قيثارة أمريكي، ولد في 19 ديسمبر 1970 في أوكلاند في الولايات المتحدة.